# Polyommatus golgus
Polyommatus golgus és una espècie de lepidòpter papilionoïdeu de la família dels licènids (Lycaenidae) endèmica de Sierra Nevada.

## Distribució
Endèmica de Sierra Nevada, on és present a les províncies de Granada i Almeria.

## Descripció
Longitud de l'ala anterior d'entre 11 i 16 mm. Marcat dimorfisme sexual per la diferent coloració de l'anvers. El mascle presenta l'anvers de color blau brillant amb un marge negre prim que s'estén per la part exterior de les venes a l'ala anterior i que va acompanyat d'una sèrie de punts negres prop del marge de l'ala posterior. La femella té l'anvers de color marró, amb diverses taques taronges prop del marge, que poden ser absents en l'ala anterior. Revers semblant en ambdós sexes, amb el fons de color gris marronós en el mascle i marró grogós pàl·lid en la femella. L'ala anterior presenta una sèrie de punts negres vorejats de blanc que formen un arc a la part exterior i un altre punt negre aïllat més proper a la base. Ala posterior amb una sèrie de punts negres similars als de l'ala anterior, més d'altres més propers a la base i disposats irregularment, junt amb una franja de taques taronges properes al marge en ambdues ales.

## Hàbitat
Vessants exposats a gran altitud i amb orientació nord amb vegetació esparsa sobre substrats de color marró o gris, formats per esquists carbonífers. La vegetació està dominada per petits arbustos dels gèneres Juniperus i Genista, així com per gramínies. Rang altitudinal des dels 2150 m fins als 2750 m, tot i que s'ha registrat fins als 3100 m. L'eruga s'alimenta d'una subespècie de la vulnerària endèmica de Sierra Nevada, concretament d'Anthyllis vulneraria subsp. pseudoarundana.

## Període de vol i hibernació
Vola en una generació al juliol, tot i que alguns individus ja es poden observar al juny. Hiberna com a eruga.

## Comportament
La femella pon els ous d'un en un a la part superior de les fulles de la seva planta nutrícia. Les erugues s'alimenten de les fulles d'aquesta abans de la diapausa hivernal. A la primavera, en canvi, es nodreixen també de les seves flors. Es tracta d'una espècie mirmecòfila, les erugues de la qual s'associen amb les formigues Tapinoma nigerrinum o Lasius niger.

## Conservació
Es tracta d'una espècie amb una àrea de distribució molt restringida, la qual està amenaçada per la construcció d'infraestructures turístiques i, a llarg termini, pel canvi climàtic. Aquest darrer té com a conseqüència el desplaçament de les poblacions a zones de major alçada, fet que provocaria la reducció de l'àrea de distribució, podent causar, a llarg termini, la seva extinció.

## Espècies ibèriques similars
- Polyommatus sagratrox

## Galeria

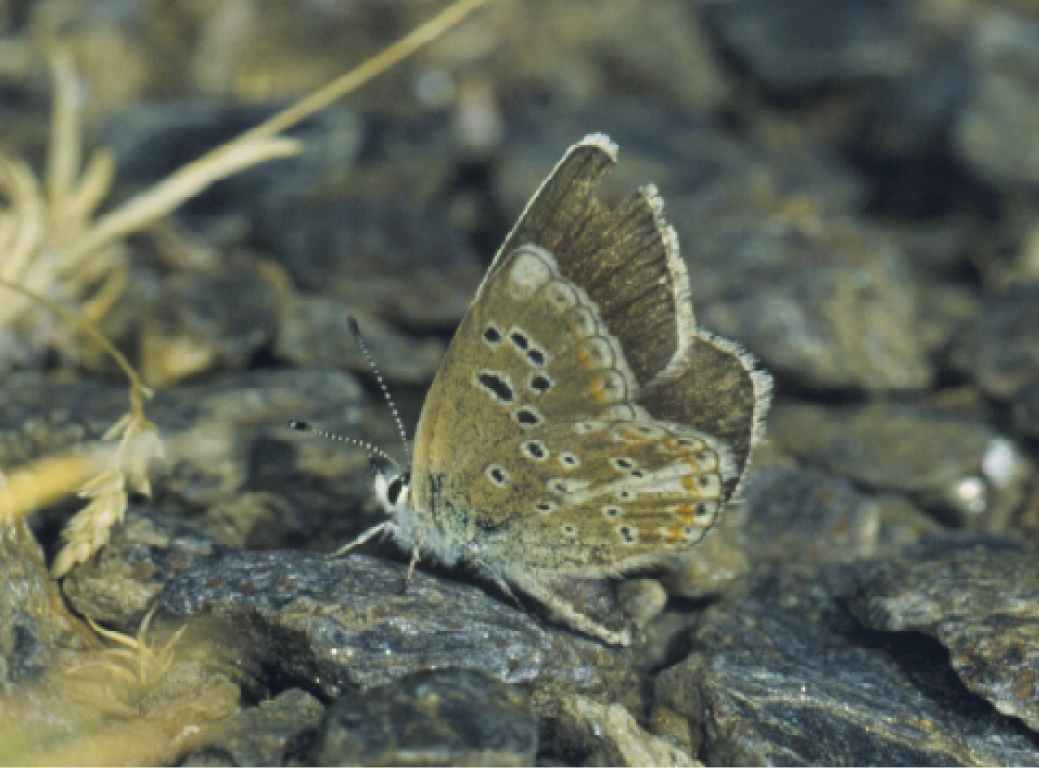
Femella